# Африканский большеголовый муравей
Африканский большеголовый муравей (лат. Pheidole megacephala, англ. Big-headed ant, «большеголовый муравей») — вид мелких тропических муравьёв рода Pheidole. Широко распространённый по всему свету инвазивный вид, наносящий вред местной фауне, а также сельскохозяйственным растениям; входит в составленный специалистами МСОП список ста самых опасных инвазивных видов. Также известен как бытовой вредитель, гнездящийся в зданиях и питающийся продуктами питания человека.

## Распространение
Предполагаемая родина Pheidole megacephala — Афротропика. Вид интродуцирован во многие регионы мира, включая Северную Америку, Южную Америку, Южную и Юго-Восточную Азию, Европу (Испания, Италия), Австралию и Океанию (Новая Зеландия).
Климатический фактор служит главным фактором, определяющим географические границы распространения вида. Эти муравьи встречаются, главным образом, в тропических низинных регионах, но также проникают в зоны с умеренным климатом. Примерами крайних точек нахождения вида могут быть Азорские острова (до 38,5° с. ш.), Австралия (до 37,8° ю. ш.), Новая Зеландия (до 37,8° ю. ш.) и Южная Африка (до 37,8° ю. ш.).

## Описание
Длина тела рабочих и солдат составляет 2—4 мм, матки — до 7 мм. Окраска тела коричневая (грудь и конечности светлее). Усики 12-члениковые с 3-члениковой булавой. Рабочие диморфичны, выделяется каста большеголовых солдат и мелких рабочих. Промеры крупных рабочих (солдат): длина головы — от 1,28 до 1,45 мм; ширина головы — от 1,25 до 1,45 мм; длина скапуса усика — от 0,71 до 0,76 мм; отношение длины скапуса к длине головы (SI) — 52—57; длина жгутика усика — от 0,94 до 0,98 мм. Промеры мелких рабочих: длина блестящей головы — от 0,62 до 0,72 мм; ширина головы — от 0,55 до 0,65 мм; длина скапуса усика — от 0,67 до 0,73 мм; отношение длины скапуса к длине головы составляет 111—121; длина жгутика усика — от 0,68 до 0,77 мм.
Муравейники почвенные, а также под корнями и камнями. Муравьи этого вида всеядны, питаются такими сладкими жидкостями, как медвяная падь, а также мёртвыми насекомыми и почвенными беспозвоночными. Фуражиры быстро мобилизуют своих соплеменников на обнаруженные крупные источники корма. У поверхности почвы строят кормовые туннели с многочисленными входами. Обнаруженные жертвы из числа членистоногих расчленяются рабочими и доставляются в гнездо.
Время развития яиц длится от 13 до 32 дней. Личинки развиваются от 23 до 29 суток. Стадия куколки длится от 10 до 20 и более дней. Мелкие рабочие живут до 78 суток при температуре 21 °C, и 38 дней при температуре 27 °C. Муравьиные матки откладывают до 292 яиц в месяц.
Семьи полигинные, могут почковаться путём переселения части рабочих с самками на новые места. Способны образовывать связанные между собой дорогами суперколониальные поселения на десятках гектар.
Проведённое в 2008 году исследование ДНК примерно 140 видов рода Pheidole показало, что Ph. megacephala наиболее близкородственен к видам Мадагаскара и Ганы, что говорит о его афротропической исторической родине. Другим доказательством происхождения P. megacephala может служить наличие симбионтов, включая наездника Orasema fraudulenta (паразитоида из семейства Eucharitidae из Эфиопии и Йемена) и муравья Pheidole neokohli (обнаруженного в колониях Ph. megacephala в Африке социального паразита, у которого нет рабочей касты).

## Значение
Представляет опасность для сельского хозяйства, частных домов, а также для аборигенных видов муравьёв, жуков, бабочек и других беспозвоночных в местах инвазии, в том числе в Австралии, на островах Океании и других регионах. Включён в сотню наиболее опасных инвайдеров в мире («World’s worst»).
Особую опасность он представляет для эндемичной фауны океанских островов. В муравьиных сообществах на Гавайях численность Ph. megacephala достигает более чем 96 % от всех собранных ловушками муравьёв. Особую агрессивность они проявляют к местным видам муравьёв и, в то же время, например, в Австралии у них отсутствует внутривидовая агрессия между разными колониями своего вида. Эндемичная фауна насекомых низменностей Гавайских островов в основном истреблена по всему диапазону инвазии Ph. megacephala. Он также может отрицательно влиять на позвоночных, как прямо, так и косвенно, в результате воздействия на кормовую базу мелких воробьиных птиц. Ph. megacephala играл первостепенную роль в сокращении и исчезновении большинства насекомоядных птиц, так как особенно эффективно сокращал широкое разнообразие насекомых, даже вызывая вымирание некоторых видов жесткокрылых и чешуекрылых. А эти крупные группы насекомых являются наиболее важным в качестве пищи для большинства насекомоядных птиц на Гавайских островах.
«Это [Ph. megacephala], без исключения, самое распространённое насекомое на острове Св. Елены; здесь оно существует большими семьями — как на высотах, так и на равнине. Большинство домов страдают от него, особенно в сырую погоду, когда оно появляется в помещении. Оно нападает на всё и даже попадает в кровати, шляпы, щётки и одежду»
Ph. megacephala хорошо известен как бытовой и сельскохозяйственный вредитель. Ещё в 1875 году сообщалось, что на острове Святой Елены Ph. megacephala (под именем Ph. pusilla) это самое массовое насекомое и большинство домов страдают от него. Как бытовой вредитель он обычно гнездится внутри зданий и питается продуктами питания человека. В регионах с более прохладным умеренным климатом Ph. megacephala может быть найден исключительно в закрытых помещениях. Может атаковать и перегрызать электрические провода, кабели и ирригационные трубы.
В 1922 году профессор Уильям Мортон Уилер (Wheeler, 1922) писал, что Pheidole megacephala «стал серьёзным вредителем в домах и на плантациях и вокруг них, так как он усердно выращивает кокцид на многих сельскохозяйственных растениях». Ph. megacephala может быть существенным сельскохозяйственным вредителем для многих сельскохозяйственных культур, включая ананасы, сахарный тростник, бананы, кофе и кокосовую пальму, благодаря увеличению популяций питающихся соками растений полужесткокрылых насекомых, таких как мучнистые червецы, щитовки и тли. Муравьи защищают Hemiptera от хищников и паразитов, питаясь медвяной падью, которую те продуцируют. Hemiptera, в свою очередь, наносят ущерб урожаю как за счет истощения растений питательными веществами, так и за счет увеличения числа заболеваний, включая вирусные и грибковые инфекции.

### Муравьи и львы
Сочетая эксперименты, слежение за животными и исследования смертности, исследователи обнаружили, что инвазивный большеголовый муравей (Pheidole megacephala) делает львов (Panthera leo) менее эффективными в уничтожении их основной добычи — равнинной бурчелловой зебры (Equus quagga). В обычных ландшафтах деревья защищают от травоядных животных, живущие в шипах акации муравьи рода Crematogaster. Большеголовые инвазивные муравьи нарушили мутуализм между местными древесными муравьями Crematogaster spp. (которых они вытеснили) и доминирующим видом акаций (Vachellia drepanolobium). Оставшись без муравьёв-защитников акации стали уязвимыми для саванных африканских слонов (Loxodonta africana), что привело к появлению ландшафтов с повышенной видимостью. Хотя вероятность захвата зебр была значительно ниже на участках с повышенной видимостью, численность львов не снизилась с начала инвазии, вероятно, из-за переключения добычи на африканских буйволов (Syncerus caffer). Таким образом, контролируя биофизическую структуру ландшафтов, крошечный захватчик изменил конфигурацию динамики хищник-жертва среди знаковых видов экосистемы.

## Методы борьбы
Для борьбы с этим инвазивным видом во Флориде (США) используются инсектициды, разнообразные отравляющие приманки, включающие фипронил, бифентрин, перметрин, а также такие продукты, как Transport (27 % бифентрин, 23 % ацетамиприд), Arena (50 % клотианидин), Siesta (0,063 % метафлумезон), MaxForce (0,0005 % фипронил), Extinguish Plus (0,365 % гидраметилон, 0,250 % S-метопрен).

## Систематика
Вид был впервые описан в 1793 году датским энтомологом Иоганном Фабрицием под первоначальным названием Formica megacephala Fabricius, 1793 по материалам с острова Маврикий. В 1863 году немецкий энтомолог и поэт Юлиус Рогер включил его в состав рода Pheidole. В настоящее время вид включён в состав видовой группы megacephala. Таксон обладает множеством синонимов, обзор которых приведён в работах Фишера и др. (2013), Болтона (1995) и других мирмекологов.
P. megacephala можно спутать с несколькими другими широко распространенными видами Pheidole с аналогичным размером и окраской, в частности Pheidole punctulata (в Африке), Pheidole pallidula (в Средиземноморском регионе) и Pheidole teneriffana (по всему миру). Можно отличить мелких рабочих Ph. megacephala от Ph. punctulata, Ph. pallidula и Ph. teneriffana по их колоколообразному постпетиолю с выраженной вентральной выпуклостью. Кроме того, у солдат Ph. teneriffana бороздчатая скульптура покрывает всю дорсальную поверхность головы, но у Ph. megacephala подобная скульптура ограничена передней половиной головы.

### Подвиды
По данным Antweb.org и Wetterer, 2012:
- Pheidole megacephala costauriensis Santschi, 1914 (Гана)
- Pheidole megacephala duplex Santschi, 1937 (Ангола)
- Pheidole megacephala ilgi Forel, 1907 (Эфиопия)
- Pheidole megacephala impressifrons Wasmann, 1905 (Южная Африка)
- Pheidole megacephala megacephala (Fabricius, 1793)
- Pheidole megacephala melancholica Santschi, 1912 (Кот-д’Ивуар)
- Pheidole megacephala nkomoana Forel, 1916 (Заир)
- Pheidole megacephala rotundata Forel, 1894 (Мозамбик)
- Pheidole megacephala scabrior Forel, 1891 (Мадагаскар)
- Pheidole megacephala speculifrons Stitz, 1911 (Танзания)
- Pheidole megacephala talpa Gerstaecker, 1871 (Кения)

### Синонимы
По статье Фишера и др. (2013) и каталогу Болтона 1995 г, типовое местонахождение по Wetterer, 2012:
- Atta testacea Smith, 1858 (Бразилия)
- Formica megacephala Fabricius, 1793 (Маскаренские острова)
- Formica (Myrmica) trinodis Losana
- Formica edax Forskal, 1775 (Египет)
- Myrmica agilis Smith 1857
- Myrmica laevigata Smith 1855 (Великобритания)
- Myrmica levigata Roger, 1855
- Myrmica suspiciosa Smith, 1859 (Ару)
- Myrmica trinodis Losana, 1834 (Италия)
- Oecophthora perniciosa Gerstaecker, 1859 (Мозамбик)
- Oecophthora pusilla Heer, 1852 (Мадейра)
- Pheidole janus Smith, 1858 (Шри-Ланка)
- Pheidole levigata Roger, 1855 (Бразилия)

## Сравнение каст
- Голова малого рабочего Pheidole megacephala
- Малый рабочий Pheidole megacephala сверху
- Солдат сверху
- Матка Pheidole megacephala сбоку
- Матка Pheidole megacephala сверху
- Голова матки Pheidole megacephala
- Крылатый самец Pheidole megacephala сбоку
- Крылатый самец Pheidole megacephala сверху
- Голова самца Pheidole megacephala